# خادوم كوزالي للمشاريع الصغيرة والمتوسطة
خادم SME (المعروف سابقاً بـ e-smith ) هو توزيعة لينكس تعتمد على نظام CentOS الذي يقدم نظام تشغيل لأجهزة الكمبيوتر المستخدمة كمخدمات للويب والملفات والبريد الإلكتروني وقاعدة البيانات. وهو يستخدم واجهة مستخدم شاملة لجميع المهام المتعلقة بالإدارة وهو قابل للتوسعة من خلال النماذج.
الحروف SME تقف للمؤسسات الصغيرة والمتوسطة ، حيث أن السوق المستهدف للبرنامج.
واحدة من أهم ميزات هذا التوزيع هو نظام القالب الخاص به ويستند SME Server 9.1 إلى CentOS 6.7 والذي يعتمد على RHEL

## البرامج المضمنة
- أباتشي
  - قاعدة بيانات للانترنت
- Qmail مع Qpsmtpd
  - خادم البريد
- Djbdns و dnscach
  - خادم نظام اسم المجال
- بروفتبد
  - خادم بروتوكول نقل الملفات
- سامبا
  - تقاسم الملفات ويندوز
- SSH ، PPTP ، HTTP عبر SSL
  - الإدارة عن بعد
- Flexbackup
  - النسخ الاحتياطي الشريط
- حشد
  - البريد الالكتروني